# ミティラー美術館
ミティラー美術館（ミティラーびじゅつかん）は、新潟県十日町市にあるインド芸術専門の私設美術館である。開設者は元音楽バンドのタージ・マハル旅行団の長谷川時夫。名称は、北インドのビハール州に古代あったとされるミティラー王国に由来する。廃校となった十日町市立大池小学校を改築して作られた。新潟県中越地震で大きな損害を受けて一時閉鎖したが、2006年7月に再開した。

## 展示内容
現代インド美術・絵画の類が主で、特に北インドからネパールの一部にまたがる細密画の技法、ミティラー画の影響を受けた精細な作品は見事である。絵画は写実的なものでも完全に抽象的なものでもなく、ヒンドゥー教の影響の濃い宗教上の神や、インドの圧倒的に豊かな自然を題材に、幾何学模様化され、非常に細かい線で描いたものが多数所蔵されている。夢枕獏の小説の題名となった「上弦の月を喰べる獅子」も展示されている。最近は更に、西インドの少数先住民族ワルリー族の画家の描くワルリー絵画や、立体彫刻であるテラコッタ、その他の立体彫刻作品も充実させつつある。

## 特色
美術品の展示だけでなく製作の実演も行なわれるため、画家も含めて多数のインド人が訪れ、日印友好に一役買っている。この功績により、平成11年には第14回国際交流基金地域交流振興賞を受賞した。美術館自体が廃校の再利用であり、古い物を捨てずに使うエコロジー精神を表している。環境保全活動にも力を入れ、池の周りの景観がたいへん良く保たれている。

## 地震の被害
新潟県中越地震により展示されていた美術品のうち陶器製のものはほとんどが全壊、絵画も一部が落下したり、角に当ったりしてかなりの損害が生じた。また、建物自体も、以前は館員が宿直できるほど館内が整備されていたが、地震後は困難となった。交通路は、美術館へ行く道が寸断され、たどり着くことさえ困難であったが、現在は車でも問題なく通行できる。

## アクセス
北越急行ほくほく線美佐島駅より東、赤倉地区への舗装された山道を4kmほど行った、立正佼成会の庭野日敬生誕地道場駐車場のさらに奥、赤倉地区入り口の池のほとり、大池弁才天の左手にある。この地方は冬季、積雪量が極めて多い為、美術館は毎年雪に埋まっている。